# نمایش آران‌ای پیام‌رسان
نمایش mRNA (به انگلسیی mRNA display) تکنیکی است که برای ساخت مولکول‌هایی که قابلیت اتصال به تارگت دلخواه ما را دارند استفاده می‌شود. نتیجه این پروسه پروتئین یا پپتیدهای متصل شده به mRNA اجدادی از طریق لینکاژ PUROMYCIN می‌باشد. سپس ترکیب به تارگت غیر متحرک در مرحله انتخاب وصل می‌شود (کروماتوگرافی تمایلی). ترکیب پروتئین- mRNA که بکدیگر متصل شده‌اند به cDNA رونویسی معکوس می‌شود و سکوئنس آن از طریق PCR زیاد می‌شود. نتیجه آن توالی نوکلئوتیدی است که پپتید ی را کد می‌کند که تمایل بالایی به مولکول مورد نظرمان دارد. پورومایسین آنالوگ انتهای3 -tirosin tRNA است که بخشی از ساختار آن مولکول آدنوزین و بخش دیگر مولکول تیروزین را تقلید می‌کند. در مقایسه با باند استری در trisol-tRNA پوراماسین یک باند آمیدی غیرقابل هیدرولیز دارد. در نتیجه پورومایسین در ترجمه دخالت دارد و باعث آزاد شدن محصولات پیش از بلوغ ترجمه می‌شود.